# Сосновый Бор (Мордовия)
Сосновый Бор — посёлок Ковылкинского района Республики Мордовия в составе городского поселения Ковылкино.

## География
Находится на расстоянии примерно 5 километров по прямой на восток от районного центра города Ковылкино.

## Население
Постоянное население составляло 53 человека (русские 83 %) в 2002 году, 37 в 2010 году.

## Инфраструктура
Детский санаторий «Сосновый бор» основан в 1964 году на базе пионерского лагеря. С 1995 года — ГУЗ «Ковылкинский детский санаторий», ныне "Ковылкинский детский санаторий «Сосновый бор». Рядом с посёлком также действует санаторий «Мокша».